# Ministère de la Défense (Tunisie)
Pour les articles homonymes, voir Ministère de la Défense.
Le ministère de la Défense (arabe : وزارة الدفاع), officiellement appelé ministère de la Défense nationale (arabe : وزارة الدفاع الوطني), est le ministère tunisien responsable de la préparation et de la mise en œuvre de la politique de défense. Il s'agit de l'un des cinq ministères régaliens, avec la Justice, l'Intérieur, les Affaires étrangères et les Finances.

## Histoire
Le ministère de la Guerre est créé par Hussein II Bey après la dissolution de la milice turque de Tunis vers 1828. Lors de l'instauration du protectorat français de Tunisie en 1881, c'est au résident général d'assurer la fonction de ministre de la Guerre du bey de Tunis. Le ministère disparaît alors. En 1956, avec l'indépendance, un ministère de la Défense est chargé de la coordination, de la mise en œuvre de la défense nationale et de la direction des forces armées.

## Siège
Le ministère a d'abord siégé à la kasbah, près de l'actuelle Présidence du gouvernement. Son siège central se trouve de nos jours à Bab Menara, au centre de Tunis.

## Missions et attributions
Le ministère est chargé de maintenir la sécurité et la protection des citoyens par le biais de diverses tâches :  
- Exécuter la politique militaire du gouvernement, préparer les forces armées et les mettre en œuvre ;
- Maintenir et rétablir l'ordre en utilisant l'armée tunisienne en cas d'échec des forces civiles ;
- Organiser la contribution des forces armées à la lutte contre les catastrophes naturelles et à l'effort de développement économique et social de l'État et ce conformément à la législation en vigueur[1].

## Organisation
- Comité supérieur des armées
- Organes spécialisés
- Services communs
- Services techniques
- École militaire[2]

## Établissements sous tutelle
- Centre national de la cartographie et de la télédétection[3]
- Office de développement de Rjim Maâtoug
- Office des logements militaires
- Office de la topographie et du cadastre[4]

## Ministre
Le ministre de la Défense est nommé par le chef du gouvernement depuis 2011, selon la loi constituante de 2011, puis l'article 89 de la Constitution de 2014, qui précise que cette nomination s'effectue en concertation avec le président de la République. Selon la Constitution de 1959, il était nommé par le président de la République sur proposition du Premier ministre.
Il dirige le ministère et participe au Conseil des ministres, au Conseil de sécurité nationale ainsi qu'au Conseil suprême des armées.

### Liste
| Image | Nom                                                                      | Parti           |  | Gouvernement | Début du mandat   | Fin du mandat     |
| ----- | ------------------------------------------------------------------------ | --------------- |  | --- | ----------------- | ----------------- |
|       | Habib Bourguiba                                                          | Néo-Destour     |  | Gouvernement Bourguiba I                                                                                         | 14 avril 1956     | 29 juillet 1957   |
|       | Bahi Ladgham                                                             | Néo-Destour PSD |  | Gouvernement Bourguiba II                                                                                        | 29 juillet 1957   | 24 juin 1966      |
|       | Ahmed Mestiri                                                            | PSD             |  | Gouvernement Bourguiba II                                                                                        | 24 juin 1966      | 29 janvier 1968   |
|       | Bahi Ladgham                                                             | PSD             |  | Gouvernement Bourguiba II                                                                                        | 29 janvier 1968   | 12 avril 1968     |
|       | Mohamed Mzali                                                            | PSD             |  | Gouvernement Bourguiba II                                                                                        | 12 avril 1968     | 7 novembre 1969   |
|       | Béji Caïd Essebsi                                                        | PSD             |  | Gouvernement Ladgham                                                                                             | 7 novembre 1969   | 12 juin 1970      |
|       | Hassib Ben Ammar                                                         | PSD             |  | Gouvernement Ladgham Gouvernement Nouira                                                                         | 12 juin 1970      | 29 octobre 1971   |
|       | Béchir M'hedhbi                                                          | PSD             |  | Gouvernement Nouira                                                                                              | 29 octobre 1971   | 9 août 1972       |
|       | Abdallah Farhat                                                          | PSD             |  | Gouvernement Nouira                                                                                              | 9 août 1972       | 14 janvier 1974   |
|       | Hédi Khefacha (décédé en fonction)                                       | PSD             |  | Gouvernement Nouira                                                                                              | 14 janvier 1974   | 25 mai 1976       |
|       | Abdallah Farhat                                                          | PSD             |  | Gouvernement Nouira                                                                                              | 31 mai 1976       | 12 septembre 1979 |
|       | Rachid Sfar                                                              | PSD             |  | Gouvernement Nouira                                                                                              | 12 septembre 1979 | 24 avril 1980     |
|       | Slaheddine Baly                                                          | PSD             |  | Gouvernement Mohamed Mzali Gouvernement Sfar Gouvernement Ben Ali Gouvernement Hédi Baccouche I                  | 24 avril 1980     | 11 avril 1988     |
|       | Abdallah Kallel (secrétaire général du ministère puis ministre dès 1989) | PSD RCD         |  | Gouvernement Hédi Baccouche I Gouvernement Hédi Baccouche II Gouvernement Hédi Baccouche III Gouvernement Karoui | 11 avril 1988     | 20 février 1991   |
|       | Habib Boularès                                                           | RCD             |  | Gouvernement Karoui                                                                                              | 20 février 1991   | 10 octobre 1991   |
|       | Abdelaziz Ben Dhia                                                       | RCD             |  | Gouvernement Karoui                                                                                              | 10 octobre 1991   | 13 juin 1996      |
|       | Abdallah Kallel                                                          | RCD             |  | Gouvernement Karoui                                                                                              | 13 juin 1996      | 20 janvier 1997   |
|       | Habib Ben Yahia                                                          | RCD             |  | Gouvernement Karoui                                                                                              | 22 janvier 1997   | 17 novembre 1999  |
|       | Mohamed Jegham                                                           | RCD             |  | Gouvernement Ghannouchi I                                                                                        | 17 novembre 1999  | 23 janvier 2001   |
|       | Dali Jazi                                                                | RCD             |  | Gouvernement Ghannouchi I                                                                                        | 23 janvier 2001   | 10 novembre 2004  |
|       | Hédi M'henni                                                             | RCD             |  | Gouvernement Ghannouchi I                                                                                        | 10 novembre 2004  | 17 août 2005      |
|       | Kamel Morjane                                                            | RCD             |  | Gouvernement Ghannouchi I                                                                                        | 17 août 2005      | 14 janvier 2010   |
|       | Ridha Grira                                                              | RCD             |  | Gouvernement Ghannouchi I Gouvernement Ghannouchi II                                                             | 14 janvier 2010   | 27 janvier 2011   |
|       | Abdelkrim Zbidi                                                          | Indépendant     |  | Gouvernement Ghannouchi II Gouvernement Caïd Essebsi Gouvernement Jebali                                         | 27 janvier 2011   | 13 mars 2013      |
|       | Rachid Sabbagh                                                           | Indépendant     |  | Gouvernement Larayedh                                                                                            | 13 mars 2013      | 29 janvier 2014   |
|       | Ghazi Jeribi                                                             | Indépendant     |  | Gouvernement Jomaa                                                                                               | 29 janvier 2014   | 6 février 2015    |
|       | Farhat Horchani                                                          | Indépendant     |  | Gouvernement Essid Gouvernement Chahed                                                                           | 6 février 2015    | 6 septembre 2017  |
|       | Abdelkrim Zbidi                                                          | Indépendant     |  | Gouvernement Chahed                                                                                              | 6 septembre 2017  | 29 octobre 2019   |
|       | Mohamed Karim El Jamoussi (intérim)                                      | Indépendant     |  | Gouvernement Chahed                                                                                              | 29 octobre 2019   | 27 février 2020   |
|       | Imed Hazgui                                                              | Indépendant     |  | Gouvernement Fakhfakh                                                                                            | 27 février 2020   | 2 septembre 2020  |
|       | Brahim Bartagi                                                           | Indépendant     |  | Gouvernement Mechichi                                                                                            | 2 septembre 2020  | 26 juillet 2021   |
|       | Imed Memmich                                                             | Indépendant     |  | Gouvernement Bouden/Hachani/Madouri                                                                              | 11 octobre 2021   | 25 août 2024      |
|       | Khaled Sehili                                                            | Indépendant     |  | Gouvernement Madouri/Zaafrani                                                                                    | 25 août 2024      | en cours          |

## Secrétaires d'État
- 1974-1980 : Ahmed Bennour
- 2001-2002 : Chokri Ayachi